# Margareta II.
Margareta II. (Kopenhagen, 16. travnja 1940.), kraljica Danske od 14. siječnja 1972. do 14. siječnja 2024. godine.
U svojem novogodišnjem govoru 31. prosinca 2023. godine najavila je da će 14. siječnja 2024. godine napustiti prijestolje Kraljevine Danske te da će ju naslijediti sin, princ Fridrik. Njeno stupanje s prijestolja biti će održano na 52. godišnjicu njene krunidbe.
Rodila se u Kopenhagenu kao kći Fridrika IX. i princeze Ingrid.
Nije joj bilo predviđeno postati monarhom jer su samo muški potomci njezine kuće Glücksburg mogli naslijediti prijestolje. Tako je predviđao Zakon iz 1850. godine. Smatralo se da će njezin ujak Knud od Danske naslijediti prijestolje. No, popularnost njezinih roditelja i njihovih kćeri pridonijela je promjeni Ustava, što je omogućilo ženama nasljedstvo danskoga prijestolja. Na prijestolje je stupila 14. siječnja 1972. nakon očeve smrti.
Studirala je prapovijesnu arheologiju, politologiju i ekonomiju u inozemstvu. Udana je i ima dva sina: Fridrika i Joachima. Kraljevski par ima pet unuka: Nikolaja, Felixa, Christiana, Vincenta i Henrika te unučice Isabellu, Josephine i Athenu. Isabella je prva novorođena danska kraljevna nakon više od šezdeset godina.
Govori nekoliko jezika: danski, francuski, švedski, engleski i njemački jezik.
Izvrsna je slikarica i prevoditeljica. 
| Prethodnik: | Kraljica Danske | Nasljednik: |
| Fridrik IX. | Kraljica Danske | Fridrik X.  |